# Gabrovka
Gabrovka – wieś w Słowenii, w gminie Litija. W 2018 roku liczyła 216 mieszkańców.